# Malynivka
Malynivka (ukrainien : Малинівка) est une commune urbaine de l'oblast de Kharkiv, en Ukraine. Elle compte 7 500 habitants en 2021.

## Géographie
La commune urbaine de Malynivka est assise au sud de la rivière Donets, principal affluent du fleuve Don. Elle se trouve juste au sud-sud-est de la ville de Tchouhouïv, et à 41 kilomètres au sud-sud-est de la ville de Kharkiv.